# レッツGOアイドル
『レッツGOアイドル』（レッツゴーアイドル）は、1982年10月16日から1986年3月29日までテレビ東京で放送されていたシブがき隊がメインの歌謡バラエティ番組である。放送時間は毎週土曜 19:00 - 19:54 （日本標準時）。

## 概要
1982年9月まで火曜19:00枠で放送されていた『ザ・ヤングベストテン』の後継番組で、引き続きシブがき隊がレギュラー出演していた。番組は「最新ヒット曲」「ひょうきんコント」「ショーアップコーナー」「熱血ドラマ」「ヤング情報」などのコーナーで構成されていた。

## 出演者

### レギュラー
- 薬丸裕英（シブがき隊）
- 布川敏和（シブがき隊）
- 本木雅弘（シブがき隊）
- 少年隊ジュニア (後のイーグルス、1984年に降板)
- 吉村明宏

### ナレーター
- 窪田等

窪田以外の人物が担当していた時期あり。

## スタッフ
最終回（1986年3月29日）時点
- 構成：安延拓美、佐野仁、内田英一
- 音楽：氏平光昭
- 振付：ボビー、石村治樹
- ナレーター：窪田等
- 監修：ジャニー喜多川
- 演奏：YAMATO、シブ楽器隊
- スタイリスト：崇名憂美
- 技術：上田斌英
- 映像：田口文明
- カメラ：小森和一
- 照明：萩原征四郎
- 音声：笠羽信行
- 効果：加藤彦次郎
- 美術：村野益弘
- 美術進行：森本士朗
- 大道具：山本進
- 小道具：小田井由光
- 特効：茅島善美
- 電飾：恩田恵造
- 衣裳：鈴木正明
- メーク：斉藤みわ、斉藤友子
- 技術協力：日放
- 取材：栗原弘明
- 編集：東通ビデオセンター、芳賀徹
- MA：福沢整
- TK：岡村昌子
- ディレクター：島川哲雄、斧賢一郎、菅直満、伊藤成人、新村正夫、中村豊志
- プロデューサー：渡辺つとむ
- 制作協力：ジャニーズ事務所
- 製作著作：テレビ東京

## ネット局
特記のない限り全て放送時間は土曜 19:00 - 19:54、同時ネット。
- テレビ東京（制作局）
- テレビ大阪
- テレビ愛知（1983年9月開局から）
- テレビせとうち（1985年10月開局から）
- 北海道文化放送：日曜 12:00 - 12:54（1983年4月3日 - 同年9月）→ 土曜 15:00 - 15:54（1983年10月 - 1984年3月）→ 日曜 9:30 - 10:24（1984年4月 - 1985年9月）→ 日曜 10:00 - 10:54（1985年10月 - 1986年3月）[2]
- 秋田テレビ：水曜 16:00 - 16:54[3]
- 東日本放送：土曜 15:00 - 15:54[4]
- 福島中央テレビ：土曜 13:00 - 13:54[4]
- 新潟総合テレビ：木曜 16:00 - 16:54（1983年9月まで）[5] → 土曜 16:00 - 16:54（1983年10月から）[6]
- 富山テレビ：土曜 16:30 - 17:25（1983年10月1日から）[7]
- テレビ山梨：土曜 15:00 - 15:54[8]
- 静岡第一テレビ：土曜 13:00 - 13:54[9]
- 岐阜放送：土曜 19:00 - 19:54（同時ネット）[10]
- 三重テレビ：木曜 19:00 - 19:54（1982年10月 - 1983年3月）→ 水曜 19:00 - 19:54（1983年4月 - 1983年9月）→ 土曜 19:00 - 19:54（1983年10月 - 1986年3月、同時ネット）[10]
- テレビ和歌山：土曜 19:00 - 19:54（同時ネット）[11]
- 日本海テレビ：日曜 11:00 - 11:54[12]
- 岡山放送：土曜 13:00 - 13:54（1983年9月時点）[13] → 西日本放送：土曜 16:00 - 16:54（1984年・1985年9月時点、テレビせとうち開局時まで）[14]
- テレビ新広島：日曜 11:00 - 11:54[13]
- 福岡放送：土曜 16:00 - 16:54（1983年9月時点）[15] → 土曜 17:20 - 18:15（1985年10月時点）[16]
- 熊本県民テレビ：土曜 23:55 - 0:50（1984年6月時点）[17] → 日曜 12:00 - 12:54（1985年10月時点）[16]
- テレビ大分：土曜 14:00 - 14:54[18]